# Claude Mydorge
Claude Mydorge (Parigi, 1585 – luglio 1647) è stato un matematico francese. I suoi risultati principali furono in materia di geometria e fisica.

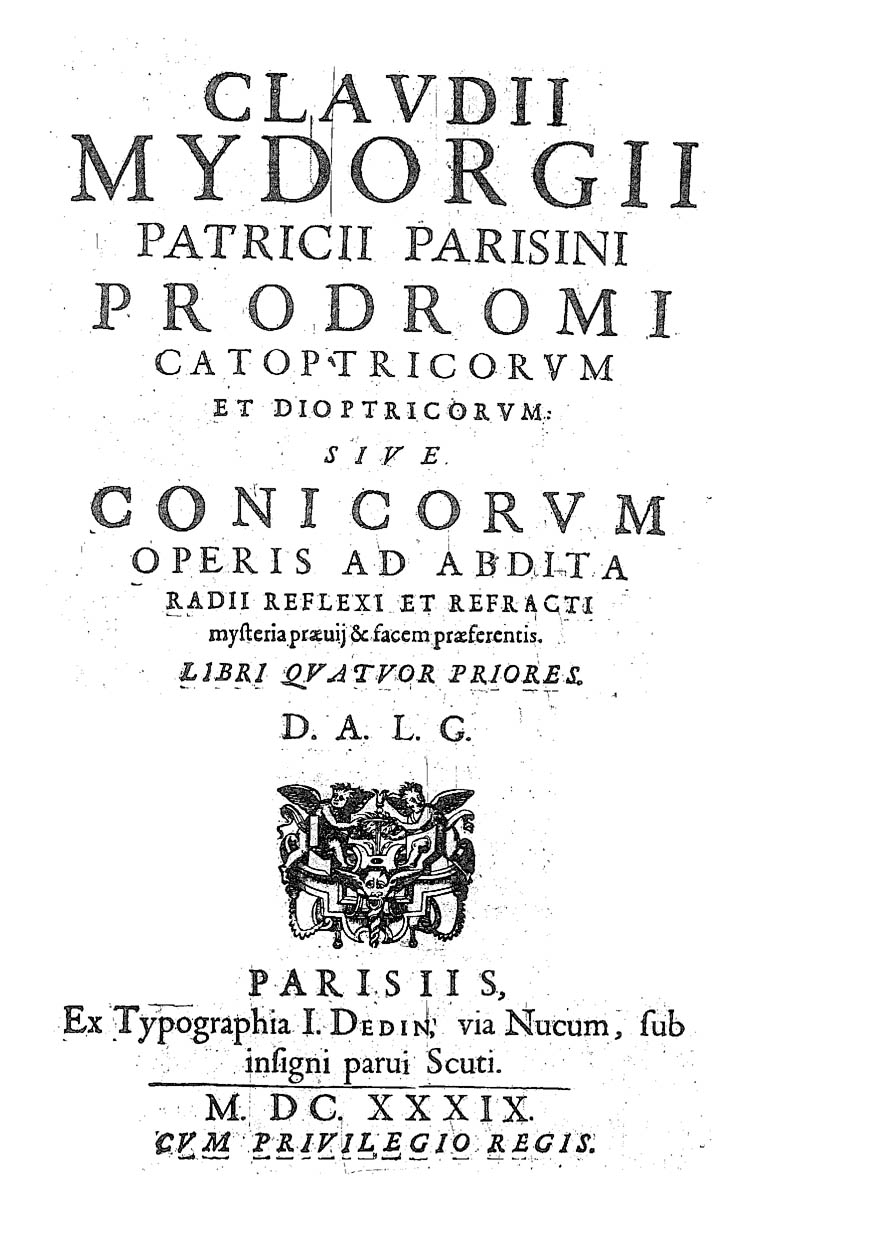
Prodromi catoptricorum et dioptricorum sive Conicorum operis ad abdita radii reflexi et refracti mysteria praevij et facem praeferentis, 1639

Mydorge fu membro di una commissione scientifica, comprendente anche Pierre Hérigone, Étienne Pascal e Jean Boulenger, che doveva valutare l'efficacia del metodo di Jean-Baptiste Morin per determinare la longitudine sulla base dei movimenti lunari.

## Opere
- (FR) Usage de l'un et l'autre astrolabe particulier et universel, Jean Moreau, 1625.

- (LA) Prodromi catoptricorum et dioptricorum sive Conicorum operis ad abdita radii reflexi et refracti mysteria praevij et facem praeferentis, Isaac Dedin, 1639.

- (FR) Examen dv livre des Recreations mathematiqves: et de ses problemes, I. Bovlley, 1639.